# Diamonds Adrift
Diamonds Adrift er en amerikansk stumfilm fra 1921 af Chester Bennett.

## Medvirkende
- Earle Williams som Bob Bellamy
- Beatrice Burnham som Consuelo Velasco
- Otis Harlan som Brick McCann
- George Field som Don Manuel Morales
- Jack Carlyle som Home Brew
- Hector V. Sarno som Rafael Velasco
- Melbourne MacDowell som James Bellamy